# Wells (Maine)
Pour les articles homonymes, voir Wells.
Wells est une ville située dans le comté de York dans l'État du Maine aux États-Unis. Lors du recensement de 2000, sa population était de 9 400 habitants. La plage de Wells est une destination estivale populaire.